# J.Lindeberg
J.Lindeberg är ett svenskt klädmärke som grundades av Johan Lindeberg i Stockholm 1996. Företaget erbjuder en kombination av mode- och sportkläder, med produkter för en aktiv livsstil.
Företaget har sitt huvudkontor i Stockholm med en distribution som täcker mer än 35 länder och erbjuder idag mode-, golf- och skidkollektioner.

## Historia
Johan Lindeberg som tidigare varit marknadschef  för det italienska jeansmärket Diesel 
grundade varumärket 1996. 
Den första designkonceptet  med mode och golfkläder för män visades i New York under Fashion Week. Lindeberg har alltid uttryckt ett intresse för aktiv sport och idén att kunna kombinera element och idéer mellan mode- och sportbranschen. För att vidareutveckla golfkonceptet vände sig Lindeberg till sin vän golfaren Jesper Parnevik. Parneviks karaktär passade J.Lindebergs kreativa koncept perfekt och adderade också en professionell nivå till kollektionerna. 
Under 2002 introducerades den första damkollektionen och året därpå den första skidkollektionen som den svenska skidåkaren Jon Olsson blev ansikte för.
År 2007, samma år som J.Lindeberg firade sitt 10-årsjubileum, blev Proventus ny huvudägare tillsammans med Stefan Engström, som också blev bolagets nya VD.
Sedan 2012 ägs J.Lindeberg av Anders Hoch Povlsen (grundare och ägare av Bestseller Group), Dan Friis, Allan Warburg (även delägare i Bestseller Kina) och Stefan Engström. Företaget har expanderat globalt har också verksamhet i Kina. 
Huvudkontoret finns i Stockholm där även det internationella designteamet sitter.